# Venetianer Rózsi
Venetianer Rózsi, férjezett Szabó Béláné (Zákány, 1909. május 16. – Budapest, 1975. augusztus 24.) zongoraművész, zongoratanár, Venetianer Pál biológus nagynénje.

## Élete
Venetianer Izor körorvos és Freyer Janka gyermekeként született izraelita családban. Zenei tanulmányait hétéves korában Nagykanizsán kezdte, s nyolcévesen már komponált. 1923-ban önálló koncertturnéja volt Jugoszláviában, három évvel később pedig Budapesten elnyerte a Tehetségvédelmi Társaság elsőrendű dicséretét. A Zeneakadémián Faragó Györgynél és Weiner Leónál tanult. 1930-ban Varró Margit, 1931–32-ben Bartók Béla magánnövendéke volt, majd a török fővárosba költözött, ahol férje építészként dolgozott, ő pedig az Ankarai Konzervatórium zongoratanszakának vezetője lett. 1945 után a budapesti Zenei Gimnáziumban, illetve annak zenei tagozatán, a Bartók Béla Zeneművészeti Szakiskolában, majd a Liszt Ferenc Zeneművészeti Főiskola tanárképző tagozatán tanított. Hangversenyeken zongorakísérőként és kamaramuzsikusként szerepelt. 1960-ban Moszkvában turnézott.
Házastársa Szabó Béla építész volt, akihez 1933. január 21-én Budapesten, a Ferencvárosban ment nőül.
Sírja a Kozma utcai izraelita temetőben (U3-4-23) található.